# Neuseeländische Cricket-Nationalmannschaft in Australien in der Saison 1997/98
Die Tour der neuseeländischen Cricket-Nationalmannschaft nach Australien in der Saison 1997/98 fand vom 7. November bis zum 1. Dezember 1997 statt. Die internationale Cricket-Tour war Bestandteil der Internationalen Cricket-Saison 1997/98 und umfasste drei Tests. Australien gewann die Serie 2–0.

## Vorgeschichte
Für beide Mannschaften war es die erste Tour der Saison.
Das letzte Aufeinandertreffen der beiden Mannschaften bei einer Tour fand in der Saison 1993/94 in Australien statt.

## Stadien
Die folgenden Stadien wurden für die Tour als Austragungsort vorgesehen.
| Stadion        | Stadt    | Kapazität | Spiele  |
| -------------- | -------- | --------- | ------- |
| The Gabba      | Brisbane | 42.000    | 1. Test |
| Bellerive Oval | Hobart   | 20.000    | 3. Test |
| WACA Ground    | Perth    | 20.000    | 2. Test |

## Kaderlisten
Die folgenden Kader wurden von den Mannschaften benannt.
| Test | Test |
| Australien | Neuseeland |
| --- | --- |
| - Greg Blewett - Simon Cook - Matthew Elliott - Ian Healy - Michael Kasprowicz - Glenn McGrath - Ricky Ponting - Paul Reiffel - Mark Taylor - Shane Warne - Mark Waugh - Steve Waugh | - Geoff Allott - Nathan Astle - Chris Cairns - Simon Doull - Stephen Fleming - Chris Harris - Matt Horne - Craig McMillan - Shayne O’Connor - Adam Parore - Blair Pocock - Roger Twose - Daniel Vettori - Bryan Young |

## Tour Matches
| 22. – 25. Oktober Scorecard | Cairns | New Zealanders 196 (66.3) & 248 (92.5) | – | Queensland 571 (132.4) |
|                             |        | Queensland gewinnt mit 127 Runs        |   |                        |

| 26. Oktober Scorecard | Cairns | Queensland 252-8 (50)           | – | New Zealanders 125 (36.1) |
|                       |        | Queensland gewinnt mit 127 Runs |   |                           |

| 29. Oktober Scorecard | Newcastle | New South Wales 156 (49) | – | New Zealanders 68-3 (14.2) |
|                       |           | No Result                |   |                            |

| 31. Oktober – 3. November Scorecard | Newcastle | New South Wales 469-6d (159)                          | – | New Zealanders 214 (90.2) & 160 (f/o) |
|                                     |           | New South Wales gewinnt mit einem Innings und 95 Runs |   |                                       |

| 14. – 17. November Scorecard | Melbourne | New Zealanders 82 (50) & 173 (86.5) | – | Victoria 173 (66.3) & 83-5 (38) |
|                              |           | Victoria gewinnt mit 5 Wickets      |   |                                 |

## Tests

### Erster Test in Brisbane
| 7. – 11. November Scorecard | Brisbane | Australien 373 (121) & 294-6d (100.5) | – | Neuseeland 349 (132.2) & 132 (62) |
|                             |          | Australien gewinnt mit 186 Runs       |   |                                   |

### Zweiter Test in Perth
| 14. – 17. November Scorecard | Perth | Neuseeland 217 (74.4) & 174 (64.2)               | – | Australien 461 (131.4) |
|                              |       | Australien gewinnt mit einem Innings und 70 Runs |   |                        |

### Dritter Test in Hobart
| 27. November – 1. Dezember Scorecard | Hobart | Australien 400 (141.1) & 138-2d (38) | – | Neuseeland 251-6d (90) & 223-9 (61) |
|                                      |        | Remis                                |   |                                     |